# Jackstädt-Stiftung
Die Dr. Werner Jackstädt-Stiftung ist eine selbstständige gemeinnützige Stiftung, die ihren Sitz in Wuppertal hat. Sie wurde 2002 von dem wenige Jahre später verstorbenen Unternehmer Werner Jackstädt mit einem Startkapital von knapp 130 Mio. Euro gegründet und nahm 2003 ihre Tätigkeit auf. Ende 2013 betrug das Vermögen rund 200 Mio. Euro.

## Ziele
In erster Linie gilt das Vermögen der Stiftung den Bereichen Medizin, der wirtschaftswissenschaftlichen Forschung und Lehre, der Kultur sowie der Wohlfahrtspflege. Für jeden dieser Bereiche wurde ein eigenes Kuratorium gegründet, das über die Vergabe und Höhe der Fördermittel berät. Seit ihrer Gründung wurden bis 2014 etwa 550 Projekte und Institutionen mit rund 50 Mio. Euro gefördert.

## Stiftungsaufbau
Der Vorstand besteht aus dem obersten Verwaltungs- und Beschlussfassungsgremium der Stiftung. In diesem Gremium wird über Vergabe und Verteilung der Fördermittel entschieden. Dem Gremium gehören folgende Mitglieder an:
- Rolf-Peter Rosenthal (ehemaliges Geschäftsleitungsmitglied der Deutschen Bank AG Region West), Vorsitzender
- Marc Kanzler
- Michaela Steffen
- Jörg Kanzler

Für jeden der Förderbereiche gibt es zudem ein Kuratorium, das aus drei bis fünf Mitgliedern besteht, die wiederum für vier Jahre berufen werden. Die Kuratorien bearbeiten insbesondere die eingegangenen Anträge und beraten sich über die Fördervergaben. Gegenüber dem Vorstand üben sie jedoch lediglich eine empfehlende Funktion aus, die endgültige Entscheidung obliegt dem Vorstand.

### Bereich Medizin
Im Bereich der Medizin werden vor allem wissenschaftliche Projekte innerhalb der Augenheilkunde, der Tumorforschung, der Demenzforschung sowie der Nephrologie, einem Teilgebiet der Inneren Medizin, gefördert. Zudem werden Einrichtungen, die therapeutisch sinnvolle und effiziente Maßnahmen durchführen, unterstützt.

#### Augenheilkunde
Ein wichtiges Gebiet, auf dem wissenschaftliche Projekte und Untersuchungen gefördert werden, ist die Früherkennung von Augentumoren insbesondere im Kindesalter. Zwar sind kindliche Augentumore eher selten, kommen im Bereich der bösartigen Tumore aber dennoch häufig vor. In den letzten Jahren haben sich die Behandlungsmöglichkeiten deutlich verbessert, vor allem durch moderne Bestrahlungstechniken. Zugleich gibt es bei den rechtzeitigen Diagnosen kaum Fortschritte. Die Stiftung setzt sich für die Etablierung einer routinemäßigen Untersuchung und die Verfeinerung apparativer und molekulargenetischer Methoden ein.
Ein weiterer Punkt der Augenheilkunde ist die künstliche Netzhaut. Mehr als 20 % der über 60-Jährigen leidet an unterschiedlich stark ausgeprägten Netzhauterkrankungen, die in den meisten Fällen zu einem Verlust der Lesefähigkeit oder gar Sehstärke führen. Bisherige Therapien waren kurzfristig erfolgreich und führten auch zu Detailverbesserungen, langfristige Therapiemöglichkeiten für fortgeschrittene Stadien sind aber kaum möglich. Daher setzt sich die Stiftung für die Entwicklung einer sehfähigen Netzhautprothese ein, um zumindest den gewohnten Lebensstandard der Erkrankten wiederherzustellen.

#### Demenzforschung
Die Stiftung unterstützt Forschungsansätze zur Ergründung des Zusammenhangs zwischen Bluthochdruck und Demenzentwicklung. Daraus ergibt sich der Bereich der Hirnforschung, in deren Mittelpunkt der Verlust von Hirnzellen mit folgenden funktionellen Störungen steht.

#### Nephrologie / Onkologie
Die Nephrologie bezeichnet ein akutes Nierenversagen. Zur Zeit erzwingt sie kostenintensive stationäre und ambulante Behandlungen. Die Stiftung fördert die Ursachenforschung, auch im Interesse der so genannten „Hightech-Medizin“, der beispielsweise die Knochenmarktransplantation angehört.
Die Onkologie bezeichnet die Palliativmedizin sowie die Schmerzbehandlung. Ein Schwerpunkt der Förderung liegt hierbei auf der Analyse des Effekts sowie der Durchführung palliativ-medizinischer Strukturen und schmerz-therapeutischer Maßnahmen. Im Zuge dessen werden Einjahres-Stipendien vergeben, um jungen Wissenschaftlern die Möglichkeit zu geben, sich im In- und Ausland qualitativ aus- und fortbilden zu können. In begrenzterem Umfang werden auch wissenschaftliche Projekte finanziert.

### Bereich Betriebswirtschaftslehre
Innerhalb der wirtschaftlichen Forschung und Lehre hat die Stiftung es sich zum Ziel gemacht, vor allem die Betriebswirtschaftslehre zu unterstützen. Da sich die Bedingungen auf diesem Gebiet ständig verändern, sind neue, moderne Initiativen erforderlich. Vor allem der leistungsfähige Nachwuchs soll hierbei gezielt gefördert werden. Auch hier werden auch bestehende Einrichtungen und Institute zu neuen Ideen bewegt. Zu den Stiftungsaktivitäten im Bereich Betriebswirtschaftslehre gehören Stiftungslehrstühle, zielgerichtete Zuschüsse an Institutionen vor allem im Hochschulbereich, die Vergabe von Stipendien für Master, Promotion und Habilitation sowie die Unterstützung gesellschaftlich relevanter Projekte in der betriebswirtschaftlichen Aus- und Weiterbildung. Unter anderem wird das Dr. Werner Jackstädt-Zentrum an der Bergischen Universität Wuppertal gefördert. An der Universität Witten/Herdecke wurde ein Stiftungslehrstuhl für die Betriebswirtschaftslehre, insbesondere das Controlling, eingeführt. Der Handelshochschule Leipzig wurde ein Lehrstuhl für Wirtschafts- und Unternehmensethik gestiftet. An der Universität Witten/Herdecke betrieb die Stiftung seit 2003 einen East-West Centre for Business Studies and Cultural Science, der 2008 an die Frankfurt School of Finance & Management ausgelagert wurde.

### Bereich Kultur und Soziales
Im Gegensatz zu den beiden erstgenannten Gebieten ist die Unterstützung der Kultur und Wohlfahrtspflege weitgehend auf Wuppertal begrenzt. In erster Linie soll durch finanzielle Unterstützung von Institutionen, Initiativen und Projekten die städtische Kulturlandschaft gestärkt und im sozialen Bereich gefördert werden. Ein weiteres Ziel ist, das Stadtbild zu verschönern. Dazu gehören auch die Denkmalpflege sowie Sanierungsmaßnahmen denkmalgeschützter Gebäude.
Insbesondere wird die Stiftung dann aktiv, wenn öffentliche Mittel nicht oder nicht ausreichend zur Verfügung stehen. Seit 2003 wurden folgende größere Projekte gefördert:
- Sanierung des Opernhauses in Barmen
- Gründung und Finanzierung des Betriebs der Junior-Uni Wuppertal
- Sanierung der Schwimmoper auf dem Johannisberg
- Umbau der Nordbahntrasse.

Zudem unterstützte die Stiftung regelmäßig größere Ausstellungsprojekte, insbesondere im Von der Heydt-Museum, die Sanierung der Immanuelskirche, den Bau der Aula des Wilhelm-Dörpfeld-Gymnasiums, den Bau eines Schulungsgebäudes der proviel gGmbH oder den Bau eines Besucherzentrums im Müngstener Brückenpark.